# デーン・マイヤーズ
デーン・マイケル・マイヤーズ（Dane Michael Myers, 1996年3月8日 - ）は、 アメリカ合衆国テキサス州コロラド郡コロンバス出身のプロ野球選手（外野手）。右投右打。MLBのマイアミ・マーリンズ所属。

## 経歴

### プロ入りとタイガース傘下時代
2017年のMLBドラフト6巡目（全体185位）でデトロイト・タイガースから指名され、プロ入り。当時のポジションは投手であった。契約後、傘下のA-級コネチカット・タイガースでプロデビュー。13試合（先発12試合）に登板して1勝2敗、防御率2.33、29奪三振を記録した。
2018年はA級ウェストミシガン・ホワイトキャップスでプレーし、14試合に先発登板して3勝3敗、防御率3.33、61奪三振を記録した。
2019年はルーキー級ガルフ・コーストリーグ・タイガースとA+級レイクランド・フライングタイガースでプレーし、2球団合計で15試合（先発7試合）に登板して4勝5敗、防御率6.54、38奪三振を記録した。
2020年はCOVID-19の影響でマイナーリーグの試合が開催されなかったため、公式戦の登板は無かった。
2021年からは外野手に転向した。この年はA級レイクランドとA+級ウェストミシガンでプレーし、2球団合計で45試合に出場して打率.292、4本塁打、24打点、5盗塁を記録した。
2022年はAA級エリー・シーウルブズとAAA級トレド・マッドヘンズでプレーし、2球団合計で121試合に出場して打率.267、25本塁打、77打点、21盗塁を記録した。

### マーリンズ時代
2022年12月7日にルール・ファイブ・ドラフト（マイナーリーグ・フェイズ）でマイアミ・マーリンズから指名され、移籍した。
2023年の開幕は傘下のAA級ペンサコーラ・ブルーワフーズで迎えた。AAA級ジャクソンビル・ジャンボシュリンプへの昇格を経た後、7月3日にマーリンズがマイヤーズを翌4日にメジャー昇格させることが報じられ、当日メジャー契約を結んでアクティブ・ロースター入りした。メジャーデビュー戦となった同日のセントルイス・カージナルス戦では5回表から中堅手の守備に就き、7回裏の第2打席でメジャー初安打を放った。この年メジャーでは22試合に出場して打率.269、1本塁打、9打点、1盗塁を記録した。

## プレースタイル
打撃は力強さがあり、身体能力の高さは守備や走塁に生かされ、元投手だけに肩も強い。課題としてはフィールド全体に打ち分ける能力と選球眼が挙げられる。

## 詳細情報

### 年度別打撃成績
| 年 度    | 球 団    | 試 合 | 打 席 | 打 数 | 得 点 | 安 打 | 二 塁 打 | 三 塁 打 | 本 塁 打 | 塁 打 | 打 点 | 盗 塁 | 盗 塁 死 | 犠 打 | 犠 飛 | 四 球 | 敬 遠 | 死 球 | 三 振 | 併 殺 打 | 打 率 | 出 塁 率 | 長 打 率 | O P S |
| -------- | -------- | ----- | ----- | ----- | ----- | ----- | -------- | -------- | -------- | ----- | ----- | ----- | -------- | ----- | ----- | ----- | ----- | ----- | ----- | -------- | ----- | -------- | -------- | ----- |
| 2023     | MIA      | 22    | 70    | 67    | 9     | 18    | 3        | 0        | 1        | 24    | 9     | 1     | 1        | 0     | 1     | 2     | 0     | 0     | 19    | 1        | .269  | .286     | .358     | .644  |
| MLB：1年 | MLB：1年 | 22    | 70    | 67    | 9     | 18    | 3        | 0        | 1        | 24    | 9     | 1     | 1        | 0     | 1     | 2     | 0     | 0     | 19    | 1        | .269  | .286     | .358     | .644  |

- 2023年度シーズン終了時

### 年度別守備成績
| 年 度 | 球 団 | 左翼（LF） | 左翼（LF） | 左翼（LF） | 左翼（LF） | 左翼（LF） | 左翼（LF） | 中堅（CF） | 中堅（CF） | 中堅（CF） | 中堅（CF） | 中堅（CF） | 中堅（CF） |
| 年 度 | 球 団 | 試 合      | 刺 殺      | 補 殺      | 失 策      | 併 殺      | 守 備 率   | 試 合      | 刺 殺      | 補 殺      | 失 策      | 併 殺      | 守 備 率   |
| ----- | ----- | ---------- | ---------- | ---------- | ---------- | ---------- | ---------- | ---------- | ---------- | ---------- | ---------- | ---------- | ---------- |
| 2023  | MIA   | 2          | 1          | 0          | 0          | 0          | 1.000      | 19         | 45         | 0          | 0          | 0          | 1.000      |
| MLB   | MLB   | 2          | 1          | 0          | 0          | 0          | 1.000      | 19         | 45         | 0          | 0          | 0          | 1.000      |

- 2023年度シーズン終了時

### 背番号
- 54（2023年 - ）